# Clubiona californica
Clubiona californica este o specie de păianjeni din genul Clubiona, familia Clubionidae, descrisă de Fox, 1938. Conform Catalogue of Life specia Clubiona californica nu are subspecii cunoscute.